# Liste der Staatsoberhäupter 621
Übersicht
◄◄ | ◄ | 617 | 618 | 619 | 620 | Liste der Staatsoberhäupter 621 | 622 | 623 | 624 | 625 | ► | ►►

Weitere Ereignisse

## Afrika
- Aksumitisches Reich
  - König: Armah (614–ca. 640)

## Amerika
- Maya
  - Caracol
    - Herrscher: K'an II. (618–658)

  - Copán
    - Herrscher: Butz' Chan (578–628)

  - Palenque
    - Herrscher: K'inich Janaab Pakal I. (615–683)

  - Tikal
    - Herrscher: Animal Skull (um 593–628)

  - Toniná
    - Herrscher: K'inich Hix Chapat (595–665)

## Asien
- Bagan
  - König: Popa Sawrahan (613–640)

- China
  - Kaiser: Tang Gaozu (618–626)

- Östliches Reich der Gök-Türken
  - Khan: Hsieh-li (619–630)

- Westliches Reich der Gök-Türken
  - Khan: T'ung shih-hu (618–630)

- Iberien (Kartlien)
  - König: Stefanos I. (ca. 590–627)

- Indien
  - Nordindien: Harsha (606–647)
  - Chalukya
    - König: Pulakesi II. (609–642)

  - Pallava
    - König: Mahendra Varman I. (615–630)

  - Pandya
    - König: Cezhiyan Cendan (620–640)

- Japan
  - Kaiser: Suiko (592–628)

- Korea
  - Baekje
    - König: Mu (600–641)

  - Goguryeo
    - König: Yeong-ryu (618–642)

  - Silla
    - König: Jinpyeong (579–632)

- Sassanidenreich
  - Schah (Großkönig): Chosrau II. (590–628)

- Tibet
  - König: Songtsen Gampo (617–649)

## Europa
- England (Heptarchie) 
  - East Anglia
    - König: Rædwald (593/599–625)

  - Essex
    - König: Sigeberht I. (617–650)

  - Kent
    - König: Eadbald (616/618–640)

  - Mercia
    - König: Ceorl (606–626)

  - Northumbria
    - König: Edwin (616–633)

  - Wessex
    - König: Cynegils (611–642) und Cwichelm (611–636)

- Fränkisches Reich
  - König: Chlothar II.  (613–629)
  - Herzogtum Baiern: Garibald II. (610–630)

- Langobardenreich
  - König: Adaloald (615–626)
  - Autonome langobardische Herzogtümer:
    - Herzog: Arichis I. (591–641)
    - Herzog des Friaul: Grasulf II. (616–645)
    - Herzog von Spoleto: Theudelapius (601–653)

- Oströmisches Reich
  - Kaiser: Herakleios (610–641)

- Schottland
  - Dalriada
    - König: Eochaid I. (608–629)

  - Strathclyde
    - König: Beli I. (620–633)

- Wales
  - Gwynedd
    - König: Cadfan ap Iago (613–625)

- Westgotenreich
  - König: Sisebut (612–621)
  - König: Rekkared II. (621)
  - König: Suinthila (621–631)

## Religiöse Führer
- Papst: Bonifatius V. (618–625)
- Patriarch von Konstantinopel: Sergios I. (610–638)